# Ты и я (альбом)
«Ты и я» — дебютный студийный альбом группы «Секрет», выпущенный в 1984 году. Альбом был записан летом 1983 года в студии театрального института и издан на магнитной ленте. Шесть из тринадцати песен, вошедших в альбом, были в дальнейшем в новых версиях изданы на первом виниловом диске группы — втором студийном альбоме «Секрет».
Альбом «Ты и я» стал своеобразной «путёвкой в жизнь» для молодого коллектива — уже благодаря его выходу, а также патронажу звукорежиссёра Игоря Гудкова и лидера группы «Зоопарк» Майка Науменко «Секрет» вошёл в структуру Ленинградского рок-клуба, в которой проработал до весны-лета 1985 года и успел принять участие во II рок-клубовском фестивале.
В 2023 году издание «Отделение Выход» переиздало альбом «Ты и я» на двух LP и двух CD. В издание вошла запись выступления группы на II фестивале Ленинградского рок-клуба. Помощь в издании оказывал Игорь «Панкер» Гудков.

## Список композиций
Наименования композиций указаны согласно оригинальному треклисту магнитоальбома.
Авторство композиций 1, 4, 6—7 и 9—10 приводится в соответствии с обложкой альбома «Секрет», авторство остальных композиций приводится на основании информации неофициального сайта группы, а также переиздания на 2 LP и 2 CD.
Автор слов — Дмитрий Рубин, музыки Максим Леонидов, если не указано иное.
| №   | Название            | Текст песни                                           | Музыка                          | Длительность |
| --- | ------------------- | ----------------------------------------------------- | ------------------------------- | ------------ |
| 1.  | «Она не понимает»   | Максим Леонидов, Николай Фоменко, Андрей Заблудовский | Леонидов, Фоменко, Заблудовский | 2:26         |
| 2.  | «Ты и я»            |                                                       |                                 | 3:13         |
| 3.  | «Кеды»              |                                                       |                                 | 1:40         |
| 4.  | «Кристина»          | Леонидов, Рубин                                       | Леонидов                        | 2:24         |
| 5.  | «Скоро навсегда»    | Леонидов, Фоменко, Заблудовский                       | Леонидов, Фоменко, Заблудовский | 2:14         |
| 6.  | «Алиса»             |                                                       |                                 | 2:26         |
| 7.  | «1000 пластинок»    |                                                       |                                 | 2:46         |
| 8.  | «Вест Вии»          | Синкен Хопп, перевод – Юрий Вронский                  | Леонидов, Фоменко               | 4:10         |
| 9.  | «Марабу»            | Хопп, перевод — Вронский                              | Леонидов, Фоменко               | 2:42         |
| 10. | «Мажорный R`N`R»    | Майк Науменко                                         | Майк Науменко                   | 2:08         |
| 11. | «Белая птица»       |                                                       |                                 | 3:44         |
| 12. | «Рита»              | Рубин, Леонидов, Фоменко                              | Рубин, Леонидов, Фоменко        | 2:09         |
| 13. | «Последний трамвай» |                                                       |                                 | 1:57         |

## Участники записи
- Максим Леонидов — вокал, ритм-гитара, фортепиано;
- Николай Фоменко — бас-гитара, вокал;
- Андрей Заблудовский — лидер-гитара, вокал («Скоро навсегда»);
- Алексей Мурашов — барабаны, вокал («Марабу»);
- Звукорежиссёр — Игорь «Панкер» Гудков
- Художник-оформитель — Вадим Кутявин

## Распространение, реакция и критика
Альбом не получил освещения в прессе: в силу специфики носителя, на котором он был издан, большинство критиков не относило его к дискографии коллектива и считало первым альбомом группы пластинку «Секрет».

## Кавер-версии
В 2003 году группа выпустила трибьют-альбом «Секретные материалы». В трибьют вошли две песни альбома: «Тысяча пластинок» исполнили «Ногу свело!», а «Алису» «Сплин».
А в 2022 году кавер-версии 5 композиций — «Она не понимает» / «Кристина» (как попурри), «Алиса», «1000 пластинок» и «Марабу» вошли в мюзикл «Ничего не бойся, я с тобой» по песням группы и в саундтрек к нему.